# 2021年日本の補欠選挙
2021年日本の補欠選挙（2021ねんにほんのほけつせんきょ）では、日本における立法機関である衆議院および参議院における国会議員の欠員を補充するための2021年（令和3年）の補欠選挙について取り上げる。
なお、本項においては、2021年4月の補欠選挙と同日に実施された、参議院広島県選挙区における統一対象再選挙についても便宜上取り上げる。

## 概要
補欠選挙は、議員が辞職あるいは死亡したこと等で、欠員が生じた場合にその欠員を補充するために行われる選挙である。また、再選挙は、選挙の結果当選人が定員に達しない場合、あるいは何らかの理由で当選人がいなくなったり定員に満たなくなった場合に行われる選挙である。2000年（平成12年）の公職選挙法改正によって、衆議院と参議院の補欠選挙及び再選挙（選挙の無効を起因とするものに限る。以下「統一対象再選挙」と記す）は4月と10月の年2回にまとめて実施されている。なお、補欠選挙及び統一対象再選挙の期日については、公職選挙法第33条の2において以下のように定められている。
- 9月16日から翌年の3月15日（第1期間）までに衆議院議員及び参議院議員の補欠選挙又は統一対象再選挙を行う事由が生じた場合は、当該期間直後の4月の第4日曜日に選挙を行う。
- 3月16日から9月15日（第2期間）までに衆議院議員及び参議院議員の補欠選挙又は統一対象再選挙を行う事由が生じた場合は、当該期間直後の10月の第4日曜日に選挙を行う。

ただし、衆議院議員については2021年10月21日に任期満了を迎えることとなっていることから、公職選挙法第33条の2第6項の規定に基づき、3月16日（任期満了日の6か月前となる4月21日が属する期間の初日）以降に補欠選挙の事由が生じても補欠選挙を実施しない。
以上を踏まえると、2021年に補欠選挙及び統一対象再選挙の行われるタイミングとしては以下のとおりとなる。
- 2020年（令和2年）9月16日から2021年（令和3年）3月15日までの間に選挙を行う事由が生じた場合：2021年4月25日（4月第4日曜日）に投票
- 2021年（令和3年）3月16日から2021年（令和3年）9月15日までの間に選挙を行う事由が生じた場合：2021年10月24日（10月第4日曜日）に投票、ただし衆議院議員は対象外で次回総選挙まで欠員のまま

4月は衆議院北海道第2区と参議院長野県選挙区で補欠選挙が、参議院広島県選挙区で統一対象再選挙が行われた。政権与党は北海道第2区で候補者擁立を見送り、広島と長野ではいずれも敗れる「全敗」の結果となった。
10月は参議院静岡県選挙区と山口県選挙区で補欠選挙が行われた。
新型コロナウイルス感染症の流行が続く中で選挙が行われたが、4月・10月ともに、選挙を行った地域はすべて緊急事態宣言及びまん延防止等重点措置の対象とはなっていなかった。投票所では混雑の状況により入場規制を行う場合があるとしていた自治体もあった。
なお、衆議院については4月1日に広島県第3区選出の河井克行が、6月3日に東京都第9区選出の菅原一秀が、7月18日に神奈川県第3区選出の小此木八郎がそれぞれ議員を辞職したこと及び9月17日に島根県第2区選出の竹下亘が死去したことによって欠員が生じたが、選挙を行う事由が生じた日が3月16日以降であるため補欠選挙は行われず、欠員4の状態で10月14日に衆議院が解散され、10月31日に総選挙を迎えることとなった。
また、8月8日に参議院神奈川県選挙区選出の松沢成文（2025年改選予定）が2021年横浜市長選挙に立候補のため議員を失職したことによって欠員が生じたが、この選挙区の改選数は4で、欠員が4分の1を超えておらず、補欠選挙の実施要件を満たさないため、本年10月と2022年4月の補欠選挙が行われず、11ヵ月あまりの欠員状態を経て、2022年7月10日の第26回参議院議員通常選挙の際にいわゆる「合併選挙」が実施された。同選挙区では10月に、2022年改選議員の欠員も生じており、第26回参院選まで欠員2の状態であった。

## 4月の補欠選挙・再選挙

### 概要
- 告示日：2021年（令和3年）4月8日（参議院）
- 告示日：2021年（令和3年）4月13日（衆議院）
- 投票日：2021年（令和3年）4月25日
- 選挙区：参議院2選挙区、衆議院1選挙区（2021年3月15日確定）

### 補欠選挙・再選挙実施選挙区と実施事由

#### 補欠選挙
衆議院北海道第2区
- 選挙事由：吉川貴盛（自由民主党）が2020年12月22日に議員を辞職したことによる。

参議院長野県選挙区
- 選挙事由：羽田雄一郎（立憲民主党）が2020年12月27日に死去したことによる。
  - 羽田は第25回参議院議員通常選挙の当選議員であるが、この選挙に関しては選挙執行直後から弁護士グループなどにより一票の格差訴訟が提起され審理が続いていた。しかし、2020年11月18日に行われた最高裁判所大法廷（裁判長：大谷直人長官）判決で合憲と判断され、選挙無効の訴えが退けられたことから、補欠選挙を実施することが可能となった。

#### 再選挙
参議院広島県選挙区
- 選挙事由：河井案里（無所属）が、第25回参議院議員通常選挙にかかる公職選挙法違反（河井夫妻選挙違反事件）により一審（東京地方裁判所）で有罪判決を受け、2021年2月5日に判決が確定したことに伴い当選無効となったことによる。
  - 河井は2021年2月3日に議員を辞職しており補欠選挙の事由も生じているが、総務省は「当選無効の効果は当初選挙に遡って適用され、補選事由と再選挙事由が同時に発生した場合には再選挙事由が優先される」として、当該選挙区について（統一対象）再選挙として扱う見解を示している。国政選挙の再選挙は1994年以来27年ぶりで、国政選挙の補選や再選挙が年2回に集約して行われる現行の制度になってからは初めてである。

### 衆議院北海道第2区
立候補者をめぐる動き
- 自由民主党では札幌市北区支部と東区支部が札幌市議会議員（北区選出）の高橋克朋に立候補を要請していた[12]が、2021年1月15日に吉川が収賄の容疑で在宅起訴されたことを受け、山口泰明選挙対策委員長が候補者の擁立を見送ることを表明した。公明党も候補者の擁立を見送り、連立与党はいわゆる『不戦敗』となった[13]。
- 立憲民主党は2月24日、元衆議院議員の松木謙公の公認を決めた[14]。国民民主党は3月3日、松木の推薦を決めた[15]。立憲民主党と日本共産党、社会民主党、市民団体「戦争させない市民の風・北海道」は3月28日、松木を統一候補とすることを決めた[16]。
- 日本維新の会では参議院議員の鈴木宗男が自身の立候補の可能性に言及した[17]が、後に否定した[18]。その後、同党は3月8日、元北海道議会議員（帯広市選出）の山崎泉を擁立することを発表した[19]。鈴木が代表を務める地域政党の新党大地は山崎を推薦した。
- NHK受信料を支払わない方法を教える党は2月26日、元NHK集金人の斉藤忠行を擁立する方針であると発表した[20]。
- 弁護士で自民党員[21]の長友隆典が2月15日に無所属での立候補を表明した[22]。
- 元北海道放送アナウンサーで社会福祉法人理事の鶴羽佳子が3月17日に無所属での立候補を表明した[23]。
- 医師の小林悟が4月10日に無所属での立候補を表明した[24]。

| 氏名     | 年齢 | 党派                                | 新旧 | 肩書                     | 推薦・支持                                     |
| -------- | ---- | ----------------------------------- | ---- | ------------------------ | ---------------------------------------------- |
| 小林悟   | 56   | 無所属                              | 新   | 医師                     |                                                |
| 松木謙公 | 62   | 立憲民主党                          | 元   | 元衆議院議員             | 国民民主党・社会民主党・日本共産党北海道委員会 |
| 鶴羽佳子 | 53   | 無所属                              | 新   | 元北海道放送アナウンサー |                                                |
| 長友隆典 | 52   | 無所属                              | 新   | 弁護士                   |                                                |
| 山崎泉   | 48   | 日本維新の会                        | 新   | 元北海道議会議員         | 新党大地                                       |
| 斉藤忠行 | 29   | NHK受信料を支払わない方法を教える党 | 新   | 元NHK集金人              |                                                |

立候補を取りやめた人物
- 平岡大介 - 元札幌市議会議員（東区選出）
  - 日本共産党が擁立を表明していたが、その後、上述のとおり松木を推薦する方針を決め、立候補を取り下げた[16]。
- 小田々豊 - 政治団体代表
  - 1月19日に立候補を表明した[25]が、告示前日の4月12日に暴行容疑で逮捕[26]。告示日に代理人からを含め、立候補の届け出は無かった。
- 本間奈々 - 元総務官僚、2011年・2015年札幌市長選挙候補者
  - 立候補を検討していると報じられた[18]が、見送った[27]。その後、10月31日の第49回衆議院議員総選挙に和歌山3区から出馬した（落選）。

#### 選挙結果
野党統一候補の松木が、2位以下に大差をつけて当選。松木は立憲民主党や共産党の支持層を固めたうえで、無党派層の切り崩しにも成功。一方、自主投票となった自民党では一部議員や関係者が保守系の鶴羽や自民党員の長友を支援したほか、中川郁子前衆議院議員は維新の山崎の応援演説に立つなどして支持層が分散して、共倒れという結果に終わった。
当日有権者数：459,958人　最終投票率：30.46%

| 当落 | 候補者名 | 年齢 | 所属党派                            | 新旧 | 得票数   | 得票率 | 推薦・支持                                     |
| ---- | -------- | ---- | ----------------------------------- | ---- | -------- | ------ | ---------------------------------------------- |
| 当   | 松木謙公 | 62   | 立憲民主党                          | 元   | 59,664票 | 43.74% | 国民民主党・社会民主党・日本共産党北海道委員会 |
|      | 鶴羽佳子 | 53   | 無所属                              | 新   | 27,355票 | 20.06% |                                                |
|      | 山崎泉   | 48   | 日本維新の会                        | 新   | 22,459票 | 16.47% | 新党大地                                       |
|      | 長友隆典 | 52   | 無所属                              | 新   | 15,738票 | 11.54% |                                                |
|      | 斉藤忠行 | 29   | NHK受信料を支払わない方法を教える党 | 新   | 5,630票  | 4.13%  |                                                |
|      | 小林悟   | 56   | 無所属                              | 新   | 5,552票  | 4.07%  |                                                |

### 参議院長野県選挙区
立候補者をめぐる動き
- 自由民主党は2021年1月27日、元衆議院議員の小松裕の公認を決めた[30]。公明党は3月18日、小松の推薦を決めた[31]。
- 立憲民主党は2月24日、死去した羽田雄一郎の弟である羽田次郎の公認を決め[14]、いわゆる弔い選挙となった。同党と日本共産党、社会民主党の県組織は2月27日、羽田を野党統一候補とすることを決めた[32]。国民民主党は3月3日、羽田の推薦を決めた[15]が、4月1日、羽田が共産党などと結んだ政策協定の内容（後述）に問題があるとして、推薦を撤回[33]。その後4月7日、再び推薦すると決めた[34]。
  - 3月4日、羽田が立憲・共産の県組織などと結んだ政策協定に「原発ゼロの実現」「韓国や北朝鮮との不正常な関係を解消するために、日米同盟に頼る外交姿勢を是正」などの文言が盛り込まれていたことが明らかとなり、国民民主党や、立憲・国民両党の支持母体である連合がこれに反発した[35]。このため3月17日に羽田と立憲県連は旧民進党系の政治団体「新政信州」と政策協定を結び、この中では「原発ゼロ」の代わりに「原子力エネルギーに依存しない社会の実現」を盛り込むなど、連合側に配慮した内容となった[36][37]。同日には立憲民主党の枝野幸男代表と福山哲郎幹事長が都内の連合本部で神津里季生会長と会談し、一連の経緯を陳謝した上で県内組織間の合意を報告した[36]。また、福山は立憲県連が共産党などと結んだ政策協定について、「党本部がこの協定に拘束されるものではない」と述べ、今後の党運営への影響を否定し[38]、枝野も「長野県連で軽率な行動があり、連合に迷惑をかけた」と述べた[39]が、共産党の志位和夫委員長は「長野補選は政策協定を守り、力を合わせて共闘を成功させる。これに尽きる」と述べ、立憲側のこれらの見解に不快感を示した[40]。その後、羽田と国民民主党は「党綱領に同意し、重点政策実現に向けて最優先で取り組む」との合意文書を結んだ[34]。
- NHK受信料を支払わない方法を教える党は2月19日、党職員で元タクシー運転手の神谷幸太郎の擁立を発表した[41]。

| 氏名       | 年齢 | 党派                                | 新旧 | 肩書                                       | 推薦・支持                         |
| ---------- | ---- | ----------------------------------- | ---- | ------------------------------------------ | ---------------------------------- |
| 小松裕     | 59   | 自由民主党                          | 新   | 元衆議院議員、医師                         | 公明党                             |
| 羽田次郎   | 51   | 立憲民主党                          | 新   | 元衆議院議員秘書、コンサルティング会社役員 | 国民民主党・日本共産党・社会民主党 |
| 神谷幸太郎 | 44   | NHK受信料を支払わない方法を教える党 | 新   | 党職員、元タクシー運転手                   |                                    |

立候補を取りやめた人物
- 荒井久登 - 農家、元国会議員秘書、地域政党「信州義民の会」役員
  - 3月18日、立候補を表明した[42]が、告示日に立候補の届け出はなかった。

#### 選挙結果
野党統一候補の羽田が、自民・小松を退け初当選。羽田は立憲民主党に加え、支援を受けた野党各党の支持層を固めたほか、無党派層からも支持を獲得。
当日有権者数：1,732,060人　最終投票率：44.40%（前回比：-9.89ポイント） 
| 当落 | 氏名       | 年齢 | 所属党派                            | 新旧 | 得票      | 得票率 | 推薦・支持                         |
| ---- | ---------- | ---- | ----------------------------------- | ---- | --------- | ------ | ---------------------------------- |
| 当   | 羽田次郎   | 51   | 立憲民主党                          | 新   | 415,781票 | 54.77% | 日本共産党・国民民主党・社会民主党 |
|      | 小松裕     | 59   | 自由民主党                          | 新   | 325,826票 | 42.92% | 公明党                             |
|      | 神谷幸太郎 | 44   | NHK受信料を支払わない方法を教える党 | 新   | 17,559票  | 2.31%  |                                    |

### 参議院広島県選挙区（再選挙）
立候補者をめぐる動き
- 自由民主党は2021年2月24日、経産官僚の西田英範を公認した[14]。公明党は3月18日、西田の推薦を決めた[31]。
- 立憲民主党は2月から候補者の人選を進め、瀬戸内海放送出身のフリーアナウンサー・宮口治子や弁護士の郷原信郎ら3人の名前が浮上していた。郷原は3月9日、立候補しない意向を示し[43]、同党は3月14日、宮口を推薦候補として擁立することを決めた[44]。国民民主党は3月18日、宮口の推薦を発表した[45]。社会民主党は3月23日、宮口の推薦を決めた[46]。日本共産党は3月28日、宮口を支援すると明らかにした[47]。当初は無所属での立候補が予定されていた[44]が、立憲民主党・社会民主党・新社会党の県組織で作る政治団体「結集ひろしま」公認での立候補となった。
- NHK受信料を支払わない方法を教える党は2月19日、党職員で元運送会社社員の山本貴平の擁立を発表した[41]。
- 日本維新の会の県支部である広島維新の会は2月から候補者公募を行っていた[48]が、4月1日、擁立を見送ることを発表した[49]。
- れいわ新選組は2月中に公募を行い候補者を擁立するとしていた[50]が、3月26日、擁立を断念すると発表した[51]。
- 介護職員の佐藤周一が3月10日に立候補を表明した[52]。佐藤は元広島県職員で、現在は介護ヘルパー[53]。緑の党グリーンズジャパンの地域組織「緑の党・ひろしま」で、2012年の設立時に共同代表を務めていたことがある[54]。本選挙ではれいわ新選組の候補者公募に応じていた[55]が、いずれの政党・政治団体からも公認や推薦を受けなかった。
- 元会社員の大山宏が3月24日に無所属での立候補を表明した[56]。
- 医師の玉田憲勲が3月29日に無所属での立候補を表明した[57]。

| 氏名     | 年齢 | 党派                                | 新旧 | 肩書                   | 推薦・支持                                   |
| -------- | ---- | ----------------------------------- | ---- | ---------------------- | -------------------------------------------- |
| 宮口治子 | 45   | 結集ひろしま                        | 新   | フリーアナウンサー     | 立憲民主党・国民民主党・社会民主党・新社会党 |
| 佐藤周一 | 45   | 無所属                              | 新   | 介護職員               |                                              |
| 大山宏   | 72   | 無所属                              | 新   | 元会社員               |                                              |
| 玉田憲勲 | 63   | 無所属                              | 新   | 医療法人理事長         |                                              |
| 西田英範 | 39   | 自由民主党                          | 新   | 元経済産業省課長補佐   | 公明党                                       |
| 山本貴平 | 46   | NHK受信料を支払わない方法を教える党 | 新   | 党職員、元運送会社社員 |                                              |

#### 選挙結果
野党統一候補の宮口が、自民・西田との接戦を制して初当選。宮口は野党各党の支持層・無党派層・候補を擁立しなかった日本維新の会の支持層から幅広く支持を集めたほか、自民党支持層も一定数切り崩した。
当日有権者数：2,327,323人　最終投票率：33.61%（前回比：-11.06ポイント） 
| 当落 | 氏名     | 年齢 | 所属党派                            | 新旧 | 得票      | 得票率 | 推薦・支持                                   |
| ---- | -------- | ---- | ----------------------------------- | ---- | --------- | ------ | -------------------------------------------- |
| 当   | 宮口治子 | 45   | 結集ひろしま                        | 新   | 370,860票 | 48.36% | 立憲民主党・国民民主党・社会民主党・新社会党 |
|      | 西田英範 | 39   | 自由民主党                          | 新   | 336,924票 | 43.93% | 公明党                                       |
|      | 佐藤周一 | 45   | 無所属                              | 新   | 20,848票  | 2.72%  |                                              |
|      | 山本貴平 | 46   | NHK受信料を支払わない方法を教える党 | 新   | 16,114票  | 2.10%  |                                              |
|      | 大山宏   | 72   | 無所属                              | 新   | 13,363票  | 1.74%  |                                              |
|      | 玉田憲勲 | 63   | 無所属                              | 新   | 8,806票   | 1.15%  |                                              |

- 選挙後の2021年12月、宮口は立憲民主党に入党した。

## 10月の補欠選挙

### 概要
- 告示日：2021年（令和3年）10月7日
- 投票日：2021年（令和3年）10月24日
- 選挙区：参議院2選挙区（2021年9月15日確定）

告示後の2021年10月14日に衆議院が解散され、その後の閣議で第49回衆議院議員総選挙の同年10月19日公示・10月31日投票が決定されたため、総選挙公示日翌日の10月20日から本補欠選挙の投票日前日の10月23日までの間、期日前投票が同時に投票可能となる。また、任期満了に伴う山口県山口市長選挙が10月17日告示・10月24日投票（補欠選挙と同日）の日程で行われるため、この期間は3選挙の期日前投票が重なる地域がある。

### 補欠選挙実施選挙区と実施事由
参議院静岡県選挙区
- 選挙事由：岩井茂樹（自由民主党）が、2021年6月20日投開票の静岡県知事選挙へ立候補のため、5月14日に議員を辞職したことによる。

参議院山口県選挙区
- 選挙事由：林芳正（自由民主党）が、2021年10月31日投開票の第49回衆議院議員総選挙へ立候補のため、8月16日に議員を辞職したことによる。

### 参議院静岡県選挙区
立候補をめぐる動き
- 静岡県議会議員（浜松市中区選出）の山﨑真之輔が7月30日に無所属での立候補を表明した[61]。
- 自由民主党静岡県連は8月18日に御殿場市長の若林洋平の擁立を決定した[62]。
- 日本共産党静岡県委員会は8月30日に党県常任委員の鈴木千佳の擁立を決定した[63]。

| 氏名       | 年齢 | 党派       | 新旧 | 肩書             | 推薦・支持             |
| ---------- | ---- | ---------- | ---- | ---------------- | ---------------------- |
| 若林洋平   | 49   | 自由民主党 | 新   | 前御殿場市長     | 公明党                 |
| 山﨑真之輔 | 40   | 無所属     | 新   | 前静岡県議会議員 | 立憲民主党・国民民主党 |
| 鈴木千佳   | 50   | 日本共産党 | 新   | 党県常任委員     |                        |

#### 選挙結果
野党統一候補・山崎が、次点に約50000票の大差をつけて、初当選。
2021年10月24日執行
当日有権者数：3,048,538人　最終投票率：45.57%（前回比：-4.89ポイント） 
| 当落 | 氏名       | 年齢 | 所属党派   | 新旧 | 得票      | 得票率 | 推薦・支持                 |
| ---- | ---------- | ---- | ---------- | ---- | --------- | ------ | -------------------------- |
| 当   | 山﨑真之輔 | 40   | 無所属     | 新   | 650,789票 | 47.50% | 立憲民主党・国民民主党推薦 |
|      | 若林洋平   | 49   | 自由民主党 | 新   | 602,780票 | 43.99% | 公明党推薦                 |
|      | 鈴木千佳   | 50   | 日本共産党 | 新   | 116,554票 | 8.51%  |                            |

### 参議院山口県選挙区
立候補をめぐる動き
- 自由民主党山口県連は8月23日に参議院議員（比例区選出）の北村経夫の擁立を決定した[64][注釈 2]。
- NHKと裁判してる党弁護士法72条違反では9月19日にYouTuberの原田将大を擁立すると発表した[66]。原田はYoutuberとして使用していた「へずまりゅう」名義で立候補した。参議院選挙では平成生まれ初の候補者となった。
- 日本共産党山口県委員会は9月29日に元山口県議会議員（山口市選出）の河合喜代を擁立する方針を固めた[67]。

| 氏名         | 年齢 | 党派                                | 新旧 | 肩書             | 推薦・支持           |
| ------------ | ---- | ----------------------------------- | ---- | ---------------- | -------------------- |
| 北村経夫     | 66   | 自由民主党                          | 前   | 前参議院議員     | 公明党               |
| 河合喜代     | 61   | 日本共産党                          | 新   | 元山口県議会議員 | 社会民主党山口県連合 |
| へずまりゅう | 30   | NHKと裁判してる党弁護士法72条違反で | 新   | 元Youtuber       |                      |

#### 選挙結果
北村が河合らを大差で下し当選。北村はこの年の国政補欠選挙で唯一の与党候補としての当選者だった。
2021年10月24日執行
当日有権者数：1,141,890人　最終投票率：36.54%（前回比：-10.78ポイント） 
| 当落 | 氏名         | 年齢 | 所属党派                            | 新旧 | 得票      | 得票率 | 推薦・支持               |
| ---- | ------------ | ---- | ----------------------------------- | ---- | --------- | ------ | ------------------------ |
| 当   | 北村経夫     | 66   | 自由民主党                          | 前   | 307,894票 | 75.61% | 公明党推薦               |
|      | 河合喜代     | 61   | 日本共産党                          | 新   | 92,532票  | 22.72% | 社会民主党山口県連合推薦 |
|      | へずまりゅう | 30   | NHKと裁判してる党弁護士法72条違反で | 新   | 6,809票   | 1.67%  |                          |